# Руденко, Александр Елисеевич
Александр Елисеевич Руденко (1919—1999) — майор Советской Армии, участник Великой Отечественной войны, Герой Советского Союза (1945).

## Биография
Александр Руденко родился 6 июня 1919 года в селе Крымское (ныне — Славяносербский район Луганской области Украины). После окончания семи классов школы работал слесарем. Позднее окончил горнопромышленное училище и работал на шахте. Параллельно с учёбой Руденко занимался в аэроклубе. В 1940 году Руденко был призван на службу в Рабоче-крестьянскую Красную Армию. В 1941 году он окончил Ворошиловградскую военную авиационную школу пилотов, в 1942 года — Краснодарское военное объединённое авиационное училище, в 1943 году — курсы штурмовиков. С мая 1943 года — на фронтах Великой Отечественной войны. За время войны три раза был сбит, но всегда возвращался в строй.
К апрелю 1945 года гвардии лейтенант Александр Руденко командовал звеном 7-го гвардейского штурмового авиаполка 230-й штурмовой авиадивизии 4-й воздушной армии 2-го Белорусского фронта. К тому времени он совершил 142 боевых вылетов на штурмовку и бомбардировку скоплений боевой техники и живой силы противника, нанеся ему большие потери.
Указом Президиума Верховного Совета СССР от 18 августа 1945 года за «мужество и героизм, проявленные при нанесении штурмовых ударов по противнику» гвардии лейтенант Александр Руденко был удостоен высокого звания Героя Советского Союза с вручением ордена Ленина и медали «Золотая Звезда» за номером 5413.
После окончания войны Руденко продолжил службу в Советской Армии. В 1948 году он был уволен в запас, после чего работал директором промкомбината в Славяносербске. В 1952—1960 годах вновь служил в Советской Армии. Проживал и работал в Краснодаре.
Имеет родную сестру - Чудинову Веру Елисеевну.
Умер 9 января 1999 года, похоронен на Славянском кладбище Краснодаре.
Почётный гражданин Кировска. Был также награждён двумя орденами Красного Знамени, орденами Отечественной войны 1-й и 2-й степеней, Красной Звезды, рядом медалей.